# Championnat du Ghana de football 1973
Navigation
Saison précédente Saison suivante
La saison 1973 du Championnat du Ghana de football est la quinzième édition de la première division au Ghana, la Premier League. Les quatorze meilleures équipes du pays sont regroupées au sein d'une poule unique où elles s'affrontent deux fois, à domicile et à l'extérieur. En fin de saison, les deux derniers du classement sont relégués et remplacés par les deux meilleurs clubs de deuxième division.
C'est le club d'Hearts of Oak SC qui est sacré cette saison après avoir terminé en tête du classement final, avec sept points d'avance sur Cornerstones Kumasi et dix sur un duo composé de Mysterious Dwarfs et de Great Olympics. C'est le cinquième titre de champion du Ghana de l'histoire du club, qui réussit même le doublé en s'imposant en finale de la Coupe du Ghana face à Akotex FC.

## Les clubs participants
| - Hearts of Oak SC - Great Olympics - Susu Biribi FC - Mysterious Dwarfs - Volta United - Promu de D2 - Eleven Wise - Highlanders FC - Promu de D2 | - Akotex FC - Fankobaa Swedru - Promu de D2 - Cornerstones Kumasi - Asante Kotoko - Brong Ahafo United - Bofoakwa Tano FC - Northern United - Promu de D2 |

## Compétition
Le barème de points servant à établir le classement se décompose ainsi :
- Victoire : 2 points
- Match nul : 1 point
- Défaite : 0 point

### Classement
| Rang | Équipe              | Pts | J  | G  | N  | P  | Bp | Bc | Diff |
| ---- | ------------------- | --- | -- | -- | -- | -- | -- | -- | ---- |
| 1    | Hearts of Oak SCC   | 42  | 26 | 18 | 6  | 2  | 53 | 13 | +40  |
| 2    | Cornerstones Kumasi | 35  | 26 | 13 | 9  | 4  | 37 | 17 | +20  |
| 3    | Mysterious Dwarfs   | 32  | 26 | 12 | 8  | 5  | 45 | 27 | +18  |
| 4    | Great Olympics      | 32  | 26 | 10 | 12 | 4  | 43 | 26 | +17  |
| 5    | Asante KotokoT      | 31  | 23 | 10 | 11 | 2  | 32 | 16 | +16  |
| 6    | Eleven Wise         | 29  | 26 | 10 | 9  | 7  | 40 | 27 | +13  |
| 7    | Akotex FC           | 29  | 25 | 10 | 9  | 6  | 40 | 27 | +13  |
| 8    | Susu Biribi FC      | 24  | 26 | 8  | 8  | 10 | 23 | 27 | -4   |
| 9    | Bofoakwa Tano FC    | 21  | 26 | 9  | 3  | 14 | 34 | 22 | +12  |
| 10   | Volta UnitedP       | 21  | 26 | 9  | 3  | 14 | 30 | 49 | -19  |
| 11   | Brong Ahafo United  | 19  | 26 | 5  | 9  | 12 | 22 | 35 | -13  |
| 12   | Fankobaa SwedruP    | 14  | 25 | 4  | 6  | 15 | 32 | 48 | -16  |
| 13   | Highlanders FCP     | 14  | 26 | 5  | 4  | 17 | 23 | 50 | -27  |
| 14   | Northern UnitedP    | 10  | 26 | 3  | 4  | 19 | 22 | 77 | -55  |

|  | Qualification pour la Coupe des clubs champions africains 1974                        |
|  | Relégation directe en deuxième division                                               |
|  | T : Tenant du titre C : Vainqueur de la Coupe du Ghana P : Promu de deuxième division |

## Bilan de la saison
| Championnat du Ghana de football 1973    |                             |
| Champion                                 | Hearts of Oak SC (5e titre) |
| Coupes et trophées                       |                             |
| Vainqueur de la Coupe du Ghana 1973      | Hearts of Oak SC            |
| Qualifications continentales             |                             |
| Coupe des clubs champions africains 1974 | Hearts of Oak SC            |
| Promotions et relégations                |                             |
| Promus en Premier League                 | All Blacks FC               |
| Promus en Premier League                 | Sekondi Hasaacas            |
| Relégués en Second League                | Highlanders FC              |
| Relégués en Second League                | Northern United             |